# История и двигатель
«Исто́рия и дви́гатель» (англ. The Story & the Engine) — пятый эпизод 15-го сезона британского научно-фантастического телесериала «Доктор Кто». Автор сценария — Инуа Элламс. Режиссёр эпизода — Макалла Макферсон. Премьера эпизода состоялась 10 мая 2025 года на стриминговых сервисах BBC iPlayer и Disney+, а также на телеканале BBC One.

## Сюжет
Пятнадцатый Доктор и Белинда Чандра приземляются в Лагосе (Нигерия) 2019 года. Белинда остаётся в ТАРДИС, а Доктор посещает своего друга Омо в его барбершопе и, зайдя внутрь, оказывается в ловушке. Омо сообщает Доктору, что некий «Барбер» теперь управляет барбершопом и стрижёт запертых внутри мужчин-посетителей, заставляя их при этом рассказывать истории. Вместе с Барбером заодно работает женщина Абби, которая кажется Доктору знакомой.
Доктор узнаёт, что Омо рассказал о нём Барберу и о том, что у него много историй. Доктор пытается покинуть барбершоп, но видит, что здание находится на огромном механическом пауке, идущем по паутине. Барбер поясняет, что барбершоп одновременно существует в Лагосе и на пауке, и только он и Абби могут выйти в Лагос. Из-за сигнала тревоги Белинда покидает ТАРДИС и приходит к ним, также оказываясь взаперти. Доктор подстрекает Барбера раскрыть свою личность рассказчика историй, который помогал богам распространять и сохранять легенды с помощью той паутины, называющейся Нексусом, но впоследствии боги разорвали с ним связь. Доктор вспоминает, что Абби является Абеной, дочерью бога Ананси, которая была вместе с Доктором в его инкарнации-беглеце, но оказалась брошенной и решила объединиться с Барбером ради мести.
Барбер намерен достичь центра Нексуса, чтобы отсечь от него и убить богов, что нарушит человеческую культуру. Узнав об этом, Абена заплетает волосы Доктору, рисуя карту к источнику тяги двигателя внутри паука. Доктор и Белинда перенастраивают двигатель так, чтобы он напрямую питался историями Доктора, от чего он перегружается и начинает взрываться. Доктор убеждает Барбера отпустить людей и уйти вместе с ними. Омо извиняется, мирится с Доктором и остаётся работать в барбершопе, а Абена уходит жить своей жизнью. Доктор и Белинда отправляются в ТАРДИС, и он рассказывает ей о том, как встретил Омо.

## Производство

### Разработка
Сценарий написан британским сценаристом нигерийского происхождения Инуа Элламсом, которого порекомендовал исполнитель главной роли Шути Гатва. Первоначально Элламс задумывал другую идею для эпизода, пока ему не предложили написать серию вокруг барбершопа. Он ранее написал пьесу «Хроники барбершопа», и он сказал, что, несмотря на то, что это разные истории со своими персонажами, между ними есть «соединительная ткань» из-за их основополагающих идей. Серия раскрывает темы «идентичности, насильственного перемещения и судьбы». По словам Элламса, эпизод является сопутствующим произведением к серии «Точка и пузырь» (2024).

### Актёрский состав
За исключением флэшбеков, все актёры в эпизоде являются «цветными». Шути Гатва и Варада Сету исполнили главные роли Пятнадцатого Доктора и его спутницы Белинды Чандры. Эрион Бакаре сыграл Барбера, Суле Рими появился в роли Омо, владельца барбершопа, а посетителей сыграли Стефан Адегбола, Джордан Адене и Майкл Балогун. Миешль Асанте исполнила роль Абены. Бакаре построил своего персонажа на западноафриканском мифологическом персонаже Ананси и библейском Самсоне. Рими и Балогун ранее уже работали с Элламсом над пьесой «Хроники барбершопа». Рими также был в серии «Доктора Кто» «Пришельцы в Лондоне» (2005) в роли солдата ЮНИТ, а Бакаре сыграл Леандро в серии «Женщина, которая выжила» (2015).
Элламс появился в одной сцене в роли продавца на рынке, после того как он пошутил на встрече о собственном появлении в серии. Джо Мартин вернулась в роли Доктора-беглеца. Шоураннер Расселл Ти Дейвис заявил, что, поскольку серия исследовала этническую принадлежность Доктора, было ощущение, что здесь не хватает Джо Мартин, и он хотел признать её существование. Также в серии появились все предыдущие актёры в роли Доктора в архивных кадрах. Помимо этого, Адриан Пэнг сыграл консультанта в больнице, а Анита Добсон — миссис Флад. Сиенна-Робин Маванга-Фиппс вновь сыграла в одной сцене роль Поппи из серии «Космические малыши» (2024), и это появление перед Белиндой осталось необъяснённым. В сцене на нигерийском рынке было задействовано восемьдесят актёров массовки.

### Съёмки
Режиссёром эпизода стала Макалла Макферсон. Съёмочная группа сперва подумывала о съёмках в Нигерии, где происходит действие сюжета, но стоимость перемещения всей группы и актёров оказалась слишком высокой. Вместо этого съёмочная площадка была построена в павильоне Wolf Studios Wales в Кардиффе. При этом адресный план всё же был снят с дрона в Лагосе.
Сцены на рынке были сняты 19 февраля 2024 за один день, после чего павильон начали перестраивать в аллеи с фасадом барбершопа. Задняя часть барбершопа и комната с двигателем были сооружены в отдельном павильоне. На съёмках присутствовало несколько нигерийских консультантов для аутентичности декораций, причёсок и разговорных языков.

## Релиз и рейтинги
Премьера эпизода состоялась одновременно на стриминговых сервисах BBC iPlayer в Великобритании и Disney+ в остальном мире в 8:00 по британскому времени 10 мая 2025 года. На канале BBC One эпизод был показан позднее, вечером того же дня.
За вечер на телеканале BBC One эпизод собрал 1,59 млн зрителей. По рейтингам за вечер эпизод стал 4-й программой дня на BBC One, не считая новостные выпуски. Спустя неделю полный рейтинг составил 2,704 миллиона зрителей, что стало самым низким показателем за историю сериала и побило антирекорд, установленный предыдущим эпизодом «Счастливый день» (2,802 млн). Серия по рейтингам стала 22-й среди программ недели на BBC One (12-й среди уникальных программ) и 35-й программой недели на британском телевидении (18-й среди уникальных программ). Среди программ дня (субботы) эпизод стал самой популярной программой дня на BBC One и 3-й программой на британском телевидении после шоу «Britain’s Got Talent» и «The 1% Club» на ITV1.

## Критика
| Агрегированные оценки         | Агрегированные оценки |
| Источник                      | Рейтинг               |
| ----------------------------- | --------------------- |
| Rotten Tomatoes (Tomatometer) | 90 %                  |
| Оценки критиков               |                       |
| Источник                      | Рейтинг               |
| The A.V. Club                 | A-                    |
| Bleeding Cool                 | 10/10                 |
| GamesRadar+                   | [ 20 ]                |
| IGN                           | 7/10                  |
| Radio Times                   | [ 22 ]                |
| Vulture                       | [ 23 ]                |

По данным агрегатора Rotten Tomatoes, 90 % из 10 обзоров были положительными.
В рецензии для «Den of Geek» Стефан Мохамед положительно отозвался об эпизоде, похвалив использование цвета кожи Доктора, сценарий Элламса, сеттинги и уникальную атмосферу, но покритиковал за слишком сложные идеи и недостаток ощутимых ставок. Уилл Салмон из «GamesRadar+» назвал серию «одним из самых оригинальных и амбициозных эпизодов сериала за долгие годы», отметив уникальный способ повествования. Роберт Андерсон в отзыве для «IGN» высоко отметил историю и предпосылку, однако раскритиковал зависимость серии от богов из-за чрезмерного использования богоподобных персонажей в последних эпизодах сериала. Ади Тантимед из «Bleeding Cool» похвалил эпизод, отметив актёрскую игру Бакаре, уникальное представление серии, образ и написание персонажа Доктора. Райан Вудроу в отзыве для «Newsweek» заявил, что хоть ему и понравилась концовка серии, но ей нужен был более узкий фокус: ставки не были чётко определены до середины эпизода, что, по его мнению, запутывает зрителей, — а когда ставки определены, оказавшиеся в ловушке Барбера мужчины уходят на второй план.